# Grande Prêmio do Brasil de 2001
Resultados do Grande Prêmio do Brasil de Fórmula 1 (formalmente XXX Grande Prêmio Marlboro do Brasil) realizado em Interlagos em 1º de abril de 2001. Terceira etapa da temporada, teve como vencedor o britânico David Coulthard, da McLaren-Mercedes.

## Resumo
- Primeiro pódio de Nick Heidfeld.

## Corrida
| Pos.   | Nº | Piloto                | Construtor       | Voltas | Tempo/Diferença | Grid | Pontos |
| ------ | -- | --------------------- | ---------------- | ------ | --------------- | ---- | ------ |
| 1      | 4  | David Coulthard       | McLaren-Mercedes | 71     | 1:39:00.834     | 5    | 10     |
| 2      | 1  | Michael Schumacher    | Ferrari          | 71     | + 16.164        | 1    | 6      |
| 3      | 16 | Nick Heidfeld         | Sauber-Petronas  | 70     | + 1 volta       | 9    | 4      |
| 4      | 9  | Olivier Panis         | BAR-Honda        | 70     | + 1 volta       | 11   | 3      |
| 5      | 12 | Jarno Trulli          | Jordan-Honda     | 70     | + 1 volta       | 7    | 2      |
| 6      | 7  | Giancarlo Fisichella  | Benetton-Renault | 70     | + 1 volta       | 18   | 1      |
| 7      | 10 | Jacques Villeneuve    | BAR-Honda        | 70     | + 1 volta       | 12   |        |
| 8      | 22 | Jean Alesi            | Prost-Acer       | 70     | + 1 volta       | 15   |        |
| 9      | 20 | Tarso Marques         | Minardi-European | 68     | + 3 voltas      | 22   |        |
| 10     | 8  | Jenson Button         | Benetton-Renault | 64     | + 7 voltas      | 20   |        |
| 11     | 11 | Heinz-Harald Frentzen | Jordan-Honda     | 63     | Pane elétrica   | 8    |        |
| Ret    | 17 | Kimi Räikkönen        | Sauber-Petronas  | 55     | Spun off        | 10   |        |
| Ret    | 5  | Ralf Schumacher       | Williams-BMW     | 54     | Spun off        | 2    |        |
| Ret    | 23 | Gaston Mazzacane      | Prost-Acer       | 54     | Clutch          | 21   |        |
| Ret    | 18 | Eddie Irvine          | Jaguar-Cosworth  | 52     | Spun off        | 13   |        |
| Ret    | 6  | Juan Pablo Montoya    | Williams-BMW     | 38     | Colisão         | 4    |        |
| Ret    | 14 | Jos Verstappen        | Arrows-Asiatech  | 37     | Colisão         | 17   |        |
| Ret    | 19 | Luciano Burti         | Jaguar-Cosworth  | 30     | Motor           | 14   |        |
| Ret    | 21 | Fernando Alonso       | Minardi-European | 25     | Pane elétrica   | 19   |        |
| Ret    | 15 | Enrique Bernoldi      | Arrows-Asiatech  | 15     | Pane hidráulica | 16   |        |
| Ret    | 2  | Rubens Barrichello    | Ferrari          | 2      | Colisão         | 6    |        |
| Ret    | 3  | Mika Häkkinen         | McLaren-Mercedes | 0      | Stalled         | 3    |        |
| Fonte: |    |                       |                  |        |                 |      |        |

## Tabela do campeonato após a corrida
| Pos.   | Piloto                | Pontos |
| ------ | --------------------- | ------ |
| 1      | Michael Schumacher    | 26     |
| 2      | David Coulthard       | 20     |
| 3      | Rubens Barrichello    | 10     |
| 4      | Nick Heidfeld         | 7      |
| 5      | Heinz-Harald Frentzen | 5      |
| Fonte: |                       |        |

| Pos.   | Construtor       | Pontos |
| ------ | ---------------- | ------ |
| 1      | Ferrari          | 36     |
| 2      | McLaren-Mercedes | 21     |
| 3      | Sauber-Petronas  | 8      |
| 4      | Jordan-Honda     | 7      |
| 5      | BAR-Honda        | 2      |
| Fonte: |                  |        |

- Nota: Somente as primeiras cinco posições estão listadas.